# The Tromaville Café
The Tromaville Café è una serie televisiva diretta da James Gunn e Lloyd Kaufman nel 1997, prodotta dalla Troma e trasmessa dalla BBC.

## Trama
La serie ripropone i principali supereroi della Troma, ovvero The Toxic Avenger, protagonista della serie Il vendicatore tossico, e il Sergente Kabukiman, protagonista del film Sgt. Kabukiman N.Y.P.D..
Così in una puntata Toxic Avenger parte alla ricerca del padre, mentre in un'altra puntata Lloyd Kaufman è sospettato di aver ucciso Toxic Avenger.
Appaiono inoltre attori legati alla Troma, come Debbie Rochon, Jane Jensen e Joe Fleishaker, che interpreta il cofondatore della Troma Michael Herz.
Tutte le puntate della serie sono quindi piene di riferimenti alle pellicole prodotte o distribuite dalla Troma.